# Salangathelphusa anophrys
Salangathelphusa anophrys is een krabbensoort uit de familie van de Gecarcinucidae. De wetenschappelijke naam van de soort is voor het eerst geldig gepubliceerd in 1923 door Kemp.